# Карпович, Николай Николаевич
Николай Николаевич Карпович (бел. Мікалай Мікалаевіч Карповіч; род. в 1979 году, Заславль, Минский район, Минская область, Белорусская ССР) — белорусский государственный деятель, с 17 мая 2022 года председатель Борисовского райисполкома, с 18 сентября 2017 по 16 мая 2022 председатель Старадорожского райисполкома.

## Биография
Николай Карпович родился в 1979 году в городе Заславль, Минской области, Белорусской ССР.
В 2002 году окончил Белорусский национальный технический университет. В 2011 году окончил Минский институт управления, в 2018 году — Академию управления при Президенте Республики Беларусь.

### Трудовая деятельность
Трудовую деятельность начал в ОАО «ПМК-42» города Заславля, Минской области: работал мастером, прорабом. С 2010 года по 2014 год начал работу директор государственного унитарного предприятия «Минское ПМС», с 2014 года по 2017 год — генеральный директор государственного учреждения по строительству и эксплуатации мелиоративных и водохозяйственных систем «Объединение Минскмелиоводхоз».
С 18 сентября 2017 по 16 мая 2022 занимал должность председателя Стародорожского районного исполнительного комитета.
С 17 мая 2022 занимает должность председателя Борисовского районного исполнительного комитета.